# Józef Stopka
Józef Stopka (ur. 2 stycznia 1942 w Dzianiszu) – polski biathlonista, brązowy medalista mistrzostw świata.

## Kariera
Na mistrzostwach świata w Garmisch-Partenkirchen w 1966 roku był 14. w biegu indywidualnym. Podczas rozgrywanych rok później mistrzostw świata w Altenbergu zajął 24. miejsce na tym samym dystansie, a w sztafecie był szósty. Szóstą pozycję w sztafecie zajął również na mistrzostwach świata w Östersund w 1970 roku. Największy sukces odniósł podczas mistrzostw świata w Hämeenlinna w 1971 roku, kiedy wraz z Aleksandrem Klimą, Józefem Różakiem i Andrzejem Rapaczem zdobył brązowy medal w sztafecie. Zajął tam także 16. miejsce w biegu indywidualnym.
W 1968 roku wystartował na igrzyskach olimpijskich w Grenoble, gdzie zajął 48. w biegu indywidualnym. Brał też udział w igrzyskach w Sapporo w 1972 roku, zajmując 35. miejsce na tym samym dystansie i siódme w sztafecie (razem z Klimą, Różakiem i Rapaczem).
W 1985 roku wraz z żoną i trójką dzieci wyemigrował do Stanów Zjednoczonych.

## Osiągnięcia

### Igrzyska olimpijskie
| Rok  | Miejscowość | Konkurencje | Konkurencje | Konkurencje | Konkurencje | Konkurencje | Konkurencje | Konkurencje |
| Rok  | Miejscowość | IN          | SP          | PU          | MS          | RL          | MR          | SR          |
| ---- | ----------- | ----------- | ----------- | ----------- | ----------- | ----------- | ----------- | ----------- |
| 1968 | Grenoble    | 48.         | nd.         | nd.         | nd.         | –           | nd.         | –           |
| 1972 | Sapporo     | 35.         | nd.         | nd.         | nd.         | 7.          | nd.         | –           |

### Mistrzostwa świata
| Rok  | Miejscowość            | Konkurencje | Konkurencje | Konkurencje | Konkurencje | Konkurencje | Konkurencje | Konkurencje |
| Rok  | Miejscowość            | IN          | SP          | PU          | MS          | RL          | MR          | SR          |
| ---- | ---------------------- | ----------- | ----------- | ----------- | ----------- | ----------- | ----------- | ----------- |
| 1966 | Garmisch-Partenkirchen | 14.         | nd.         | nd.         | nd.         | –           | nd.         | –           |
| 1967 | Altenberg              | 24.         | nd.         | nd.         | nd.         | 6.          | nd.         | –           |
| 1970 | Östersund              | –           | nd.         | nd.         | nd.         | 6.          | nd.         | –           |
| 1971 | Hämeenlinna            | 16.         | nd.         | nd.         | nd.         | 3.          | nd.         | –           |